# Josep Pujol (músic)
Josep Pujol (segle xviii) fou un compositor català.
Mestre de capella de la catedral de Barcelona, succeí l'any 1738 a Josep Picanyol. Se'n conserven 11 oratoris, nadales i altres obres religioses.